# Bolsa de Valores de Nigeria
La Bolsa de Valores de Nigeria (en inglés: Nigerian Stock Exchange) (NGX) es la principal bolsa de valores de Nigeria. es un grupo bursátil integrado en África fundado en 1961 en Lagos. Tras la desmutualización de la NSE en 2021, el Grupo NGX ahora tiene 3 filiales: Nigerian Exchange Limited (NGX), la bolsa operativa; Regulación NGX (NGX RegCo, la empresa reguladora independiente; y NGX Real Estate (NGX RelCo). La bolsa operativa, NGX, es una bolsa de activos múltiples con 393 valores cotizados, que comprende 151 empresas que cotizan en bolsa (8 empresas Premium Board, 133 Main Board, 7 Growth Board y 3 empresas ASeM), 157 valores de renta fija, incluidos bonos verdes (106 FGN, 8 bonos gubernamentales y 43 bonos corporativos), 12 productos negociados en bolsa, 4 futuros de índice y 69 listados de memorandos, al 12 de septiembre de 2024.

## Historia
La Bolsa de Valores de Nigeria se estableció originalmente el 15 de septiembre de 1960, como la Bolsa de Valores de Lagos. La Bolsa de Valores es la bolsa de valores más antigua que existe en África Occidental.
Las operaciones se iniciaron oficialmente el 25 de agosto de 1961, con 19 valores cotizados. Sin embargo, las operaciones informales habían comenzado antes, en junio de 1961. Las operaciones se realizaron inicialmente dentro del edificio del Banco Central con cuatro empresas como corredores en el mercado: Inlaks, John Holt, C.T. Bowring e ICON (Compañía de Inversiones de Nigeria). El volumen en agosto de 1961 fue de alrededor de £80.500 y aumentó a alrededor de £250.000 en septiembre del mismo año, siendo la mayor parte de las inversiones en valores gubernamentales. En diciembre de 1977, pasó a denominarse Bolsa de Valores de Nigeria, con sucursales establecidas en algunas de las principales ciudades comerciales del país.
En 2021, se inició la desmutualización de la NSE, lo que dio lugar al surgimiento de Nigerian Exchange Group (NGX Group) Plc y tres subsidiarias: Nigerian Exchange Limited (NGX), NGX Regulation Limited (NGX RegCo) y NGX Real Estate Limited (NGX RelCo).

## Operaciones
Para fomentar la inversión extranjera en Nigeria, el gobierno abolió la legislación que impedía la entrada de capital extranjero al país. Esto permitió a los corredores extranjeros cotizar en la bolsa de valores y a los inversores de cualquier nacionalidad invertir libremente. A las empresas nigerianas también se les permite realizar cotizaciones múltiples y transfronterizas en mercados extranjeros.